# Језик за дефинисање података
У контексту SQL-а, језик за дефинисање података (DDL) је синтакса за креирање и модификовање објеката базе података као што су табеле, индекси и корисници. DDL наредбе су сличне програмском језику за дефинисање структура података, посебно шема базе података. Уобичајени примери DDL наредби укључују CREATE, ALTER и DROP. Ако се види.ddl датотека, то значи да датотека садржи наредбу за креирање табеле. Oracle SQL Developer садржи могућност извоза из ERD генерисаног помоћу Data Modeler-а у .sql датотеку или .ddl датотеку.

## SQL
Многи језици за опис података користе декларативну синтаксу за дефинисање колона и типова података. SQL, међутим, користи колекцију императивних глагола чији је ефекат модификовање шеме базе података додавањем, променом или брисањем дефиниција табела или других елемената. Ови искази се могу слободно мешати са другим SQL исказима, што DDL чини не засебним језиком.

### Исказ CREATE
Исказ create се користи за креирање нове базе података, табеле, индекса или складиштене процедуре .
CREATE у SQL-у креира компоненту у систему за управљање релационим базама података (RDBMS). У спецификацији SQL 1992, типови компоненти које се могу креирати су шеме, табеле, прикази, домени, скупови знакова, колације, преводи и тврдње.  Многе имплементације проширују синтаксу како би омогућиле креирање додатних елемената, као што су индекси и кориснички профили. Неки системи, као што су PostgreSQL и SQL Server, дозвољавају CREATE и друге DDL команде унутар трансакције базе података и стога се могу вратити уназад.  

#### Исказ CREATE TABLE
Често коришћена команда CREATE је команда CREATE TABLE. Типична употреба је:
```
CREATE TABLE 
[назив табеле]
 ( 
[дефиниције колона]
 ) 
[параметри табеле]
```

Дефиниције колона су:
- Листа одвојена зарезима која се састоји од било чега од следећег
- Дефиниција колоне: [назив колоне] [тип података] {NULL | NOT NULL} {опције колоне}
- Дефиниција примарног кључа : ПРИМАРНИ КЉУЧ ( [листа колона одвојених зарезима] )
- Ограничења: {CONSTRAINT} [дефиниција ограничења]
- Функционалност специфична за RDBMS

Пример изјаве за креирање табеле под називом „Запослени“ са неколико колона је:
```
CREATE
 
TABLE
 
Zaposleni
 
(

  
id
      
INTEGER
    
PRIMARY
 
KEY
,

  
ime
  
VARCHAR
(
50
)
  
not
 
null
,

  
prezime
   
VARCHAR
(
75
)
  
not
 
null
,

  
datumrodjenja
  
DATE
     
not
 
null

);

```

Неки облици CREATE TABLE DDL-а могу да садрже конструкције сличне DML-у (језик за манипулацију подацима), као што је CREATE TABLE AS SELECT (CTaS) синтакса SQL-а. 

### Исказ DROP
DROP команда уништава постојећу базу података, табелу, индекс или приказ.
DROP команда у SQL-у уклања компоненту из система за управљање релационим базама података (RDBMS). Врсте објеката које је могуће уклонити зависе од тога који се RDBMS користи, али већина подржава уклањање табела, корисника и база података. Неки системи (као што је PostgreSQL ) дозвољавају да се DROP и друге DDL команде изврше унутар трансакције и стога се могу вратити уназад. Типична употреба је једноставно:
```
DROP 
тип објекта
 
назив објекта
.
```

На пример, команда за брисање табеле под називом Запослени је:
```
DROP
 
TABLE
 
Zaposleni
;

```

Команда DROP се разликује од команди DELETE и TRUNCATE по томе што DELETE и TRUNCATE не уклањају саму табелу. На пример, наредба DELETE може избрисати неке (или све) податке из табеле, а саму табелу оставити у бази података, док наредба DROP уклања целу табелу из базе података.

### Исказ ALTER
Команда ALTER мења постојећи објекат базе података.
Команда ALTER у SQL-у мења својства објекта унутар система за управљање релационим базама података (RDBMS). Врсте објеката које је могуће мењати зависе од тога који се RDBMS користи. Типична употреба је:
```
ALTER 
параметри
 
типа објекта
 
назив објекта
 .
```

На пример, команда за додавање (а затим уклањање) колоне под називом име родитеља за постојећу табелу под називом Запослени је:
```
ALTER
 
TABLE
 
Zaposleni
 
ADD
 
imeroditelja
 
VARCHAR2
(
50
);

ALTER
 
TABLE
 
Zaposleni
 
DROP
 
COLUMN
 
imeroditelja
;

```

### Исказ TRUNCATE
Команда TRUNCATE се користи за брисање свих података из табеле. Много је бржа од команде DELETE.
```
TRUNCATE
 
TABLE
 
Zaposleni
;

```

### Искази о референцијалном интегритету
Друга врста DDL реченице у SQL-у се користи за дефинисање односа референцијалног интегритета, обично имплементираних као ознаке примарног и страног кључа у неким колонама табела. Ова два исказа могу бити укључена у реченицу CREATE TABLE или ALTER TABLE;

## Други језици
- XML шема је пример DDL-а за XML.
- JSON шема је пример DDL-а за JSON.
- DFDL шема је пример DDL-а који може да опише многе текстуалне и бинарне формате.